# Tatjana Czebykina
Tatjana Czebykina, ros. Татьяна Чебыкина (ur. 22 listopada 1968 w Swierdłowsku) – rosyjska lekkoatletka specjalizująca się w długich biegach sprinterskich, uczestniczka letnich igrzysk olimpijskich w Atlancie (1996). W czasie swojej kariery reprezentowała również Związek Socjalistycznych Republik Radzieckich.
Żona rosyjskiego chodziarza Nikołaja Matiuchina.

## Sukcesy sportowe
- halowa mistrzyni Rosji w biegu na 400 metrów – 1995[1]

| Rok  | Miasto    | Zawody                      | Konkurencja                      | Wynik                     |
| ---- | --------- | --------------------------- | -------------------------------- | ------------------------- |
| 1986 | Ateny     | Mistrzostwa świata juniorów | sztafeta 4 × 400 m               | brązowy medal             |
| 1995 | Barcelona | Halowe mistrzostwa świata   | sztafeta 4 × 400 m               | złoty medal               |
| 1995 | Göteborg  | Mistrzostwa świata          | sztafeta 4 × 400 m               | srebrny medal             |
| 1995 | Fukuoka   | Uniwersjada                 | sztafeta 4 × 400 m bieg na 400 m | złoty medal srebrny medal |
| 1996 | Sztokholm | Halowe mistrzostwa Europy   | bieg na 400 m                    | brązowy medal             |
| 1996 | Atlanta   | Igrzyska olimpijskie        | sztafeta 4 × 400 m               | 5. miejsce                |
| 1997 | Paryż     | Halowe mistrzostwa świata   | sztafeta 4 × 400 m               | złoty medal               |
| 1997 | Ateny     | Mistrzostwa świata          | sztafeta 4 × 400 m               | 4. miejsce                |
| 1998 | Nowy Jork | Igrzyska Dobrej Woli        | sztafeta 4 × 400 m               | brązowy medal             |
| 1999 | Maebashi  | Halowe mistrzostwa świata   | sztafeta 4 × 400 m               | złoty medal               |
| 1999 | Sewilla   | Mistrzostwa świata          | sztafeta 4 × 400 m               | złoty medal               |

## Rekordy życiowe
- bieg na 200 metrów (hala) – 23,00 – Moskwa 25/01/1995
- bieg na 400 metrów – 51,15 – Tuła 29/07/1999
- bieg na 400 metrów (hala) – 51,35 – Turyn 17/02/1996